# Кундыколь
Кундыколь (каз. Құндыкөл; до 1992 года — Алексеевка) — село в Баянаульском районе Павлодарской области Казахстана. Село является административным центром Кундыкольского сельского округа. Расположено в 50 км к западу от Баянаула и в 270 км к юго-западу от Павлодара. Код КАТО — 553645100.

## Сельское хозяйство
В советское время село было центральной усадьбой овцеводческого совхоза «Алексеевский», образованного в 1957 году на базе колхозов имени Сталина, имени Первого Мая, «Заря» и «Жана-Тлек». В колхозе «Заря» трудился Герой Социалистического Труда Данил Наумович Величко (1893—1967).

## Население
В 1985 году в селе жили 981 человек, в 1999 году население села составляло 1087 человек (535 мужчин и 552 женщины). По данным переписи 2009 года, в селе проживало 873 человека (439 мужчин и 434 женщины).